# Amtsgericht Korbach

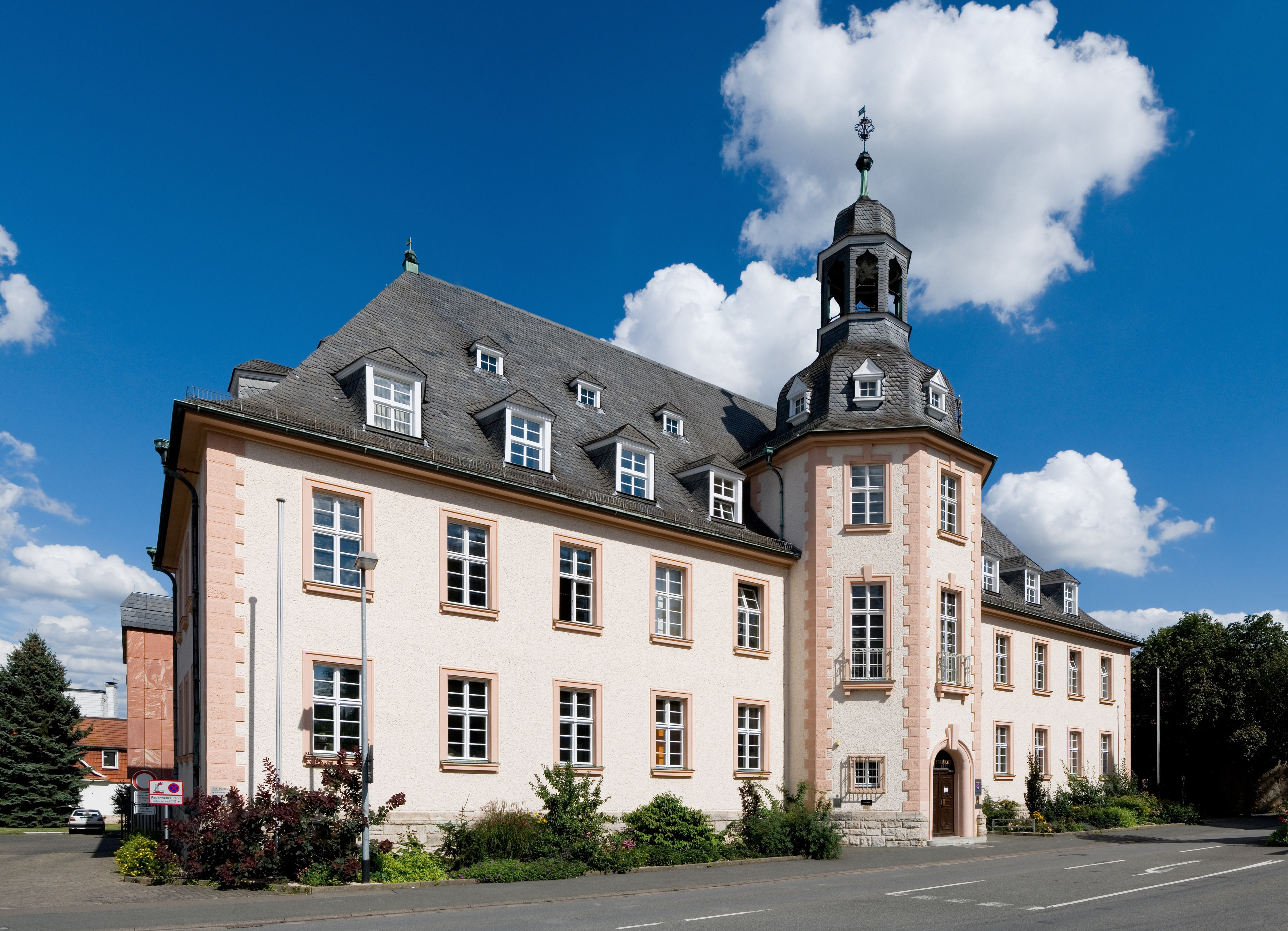
Amtsgericht Korbach (August 2011)

Das Amtsgericht Korbach (AG Korbach) ist ein Gericht der ordentlichen Gerichtsbarkeit in Korbach im Landkreis Waldeck-Frankenberg.

## Gerichtssitz und -bezirk

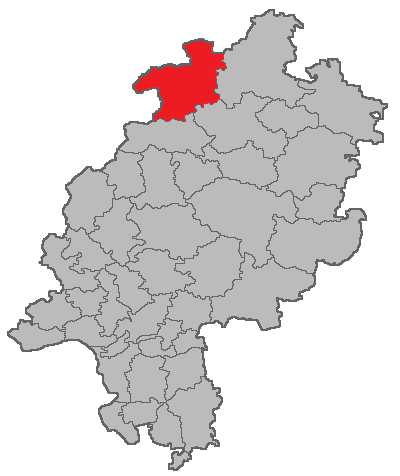
Lage des Amtsgerichtsbezirks Korbach in Hessen

Der Sitz des Gerichtes ist in Korbach in der Hagenstraße 2. Der Gerichtsbezirk des Amtsgerichts Korbach umfasst die Städte und Gemeinden Bad Arolsen, Diemelsee, Diemelstadt, Korbach, Lichtenfels, Twistetal, Vöhl, Volkmarsen, Waldeck und Willingen (jeweils inklusive aller Stadt- und Ortsteile).

## Übergeordnete Gerichte
Dem AG Korbach übergeordnet ist das Landgericht Kassel. Im weiteren Instanzenzug ist das Oberlandesgericht Frankfurt am Main sowie der Bundesgerichtshof übergeordnet.

## Geschichte
1850 entstand das Kreisgericht Korbach aus dem Oberjustizamt des Eisenbergs, dem Stadtgericht Korbach und dem Justizamt Sachsenberg. Sein Gerichtsbezirk orientierte sich am Kreis des Eisenbergs.
Mit Akzessionsvertrag vom 18. Juli 1867 übertrug der Fürst die Verwaltung seines Landes an Preußen. Mit Allerhöchster Verfügung vom 6. Oktober 1868 des preußischen Königs wurden zum 1. Januar 1869 die vier waldeckschen Kreisgerichte in Amtsgerichte und das Obergericht in das Kreisgericht Arolsen umgewandelt. Dieses war dem Appellationsgericht Kassel untergeordnet. Damit wurde aus dem Kreisgericht Korbach das Amtsgericht Korbach.
Mit den Reichsjustizgesetzen 1877 behielt das Gericht seinen Namen und übernahm die neuen Aufgaben.

## Richter am Amtsgericht Korbach
- Wilhelm Mogk
- Robert Waldeck
- Max Hartmann
- Friedrich Hastenpflug
- Oswald Waldschmidt